# Liste der Kulturdenkmäler in Leimen (Pfalz)
In der Liste der Kulturdenkmäler in Leimen sind alle Kulturdenkmäler der rheinland-pfälzischen Ortsgemeinde Leimen aufgeführt. Grundlage ist die Denkmalliste des Landes Rheinland-Pfalz (Stand: 31. August 2023).

## Einzeldenkmäler
| Bezeichnung                           | Lage                                             | Baujahr                   | Beschreibung | Bild                                    |
| ------------------------------------- | ------------------------------------------------ | ------------------------- | --- | --------------------------------------- |
| Friedhofskreuz                        | Hauptstraße, auf dem Friedhof Lage               | 1821                      | Friedhofskreuz, Sandstein, bezeichnet 1821                                                                                  | weitere Bilder Fotos hochladen          |
| Wegekreuz                             | Hauptstraße, Ecke Bornfeldstraße Lage            | 1828                      | Wegekreuz, nachbarockes Kruzifix, bezeichnet 1828                                                                           | weitere Bilder Fotos hochladen          |
| Quereinhaus                           | Pfarrstraße 11 Lage                              | 17. oder 18. Jahrhunderts | Fachwerk-Quereinhaus, teilweise massiv, verkleidet und verputzt, Krüppelwalmdach, im Kern aus dem 17. oder 18. Jahrhunderts | weitere Bilder Fotos hochladen          |
| Wegekreuz                             | Waldfischbacher Straße, Ecke An der Hohl Lage    | um 1930                   | Wegekreuz, um 1930 | weitere Bilder Fotos hochladen          |
| Katholische Pfarrkirche St. Katharina | Waldfischbacher Straße 31 Lage                   | 1931/32                   | Bruchsandsteinsaal, 1931/32, Architekt Albert Boßlet, Würzburg; Apsisbild von Paul Thalheimer                               | weitere Bilder Fotos hochladen          |
| Fritz-Claus-Stein                     | südlich des Ortes; Distrikt Schamborner Tal Lage | 1906                      | Sandsteinblock mit Erinnerungstafel und Bronzebüste, 1906 von Wilhelm Kollmar                                               | BW                                      |
| Geisaustein                           | südöstlich des Ortes; Flur Bornwiesen Lage       |                           | Wegekreuz | BW                                      |
| Wegekreuz                             | nordwestlich des Ortes an der K 32               | 18. Jahrhundert           | Wegekreuz auf geschweiftem Sockel, 18. Jahrhundert                                                                          | Direkt Bild zu diesem Denkmal hochladen |